# Gitenge
Gitenge är ett vattendrag i Burundi. Det ligger i den nordvästra delen av landet, 40 kilometer norr om huvudstaden Bujumbura.
Omgivningarna runt Gitenge är en mosaik av jordbruksmark och naturlig växtlighet. Runt Gitenge är det tätbefolkat, med 343 invånare per kvadratkilometer.